# Museo Arqueológico de Eleusis
El Museo Arqueológico de Eleusis es un museo que está en Eleusis, en la región del Ática, en Grecia.

## Historia del museo

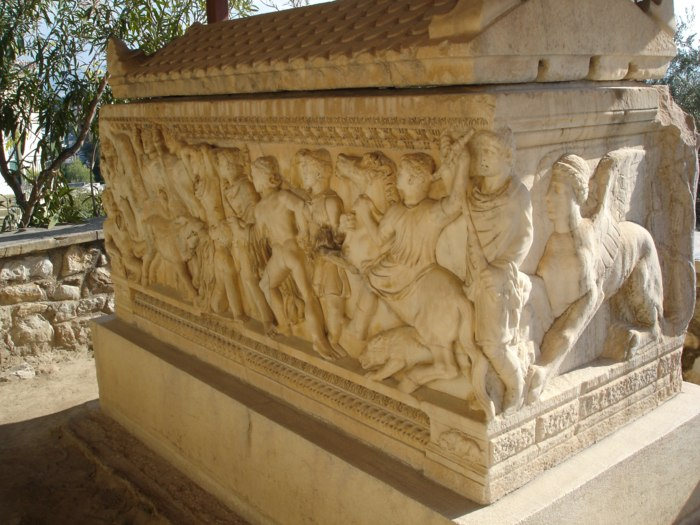
Sarcófago de mármol con relieve sobre la caza del jabalí, museo arqueológico de Eleusis, a. C.

Se encuentra en un edificio que fue construido en 1889-1890 para albergar los objetos que se encontraban en las excavaciones de la zona. Se realizó una reforma en 1930 para añadir una sexta sala a las cinco ya existentes. Durante toda su existencia el museo ha ido enriqueciéndose con nuevos hallazgos arqueológicos y se ha ido acondicionando el espacio del museo para ello. Tras los efectos de un terremoto que tuvo lugar en 1999, el edificio tuvo que ser reparado.

## Colecciones
El museo contiene una colección de objetos procedentes principalmente de las excavaciones del santuario donde se celebraban los misterios eleusinos y de las necrópolis de la zona. Abarcan un marco temporal comprendido entre la prehistoria y la época romana.
Entre los objetos, expuestos en seis salas y un patio, destacan: un ánfora protoática del siglo VII a. C. donde se representa la ceguera del cíclope Polifemo y el mito de Perseo y Medusa; una estatua de Deméter sin cabeza atribuida al taller de Agorácrito, del siglo V a. C.; numerosos relieves del periodo clásico; una estatua, también sin cabeza, de Asclepio, del siglo IV a. C.; una de las cariátides pertenecientes al siglo I a. C. que había en el llamado «propileo menor»; estatuas de dos emperadores romanos y de Antínoo, el favorito del emperador Adriano, una destacada colección de cerámica procedente del santuario y de las necrópolis que abarca todos los periodos entre la prehistoria y la época romana y un sarcófago de mármol del siglo II a. C. donde se representa la caza del jabalí de Calidón. 
También es destacable una inscripción en un relieve de mármol donde se dan especificaciones técnicas para la construcción de un puente sobre el río Reito del año 422/1 a. C.
Además se exponen dos maquetas que representan el santuario. Una de ellas lo representa como era en el siglo VI a. C. y la otra como era en la época romana.  
.

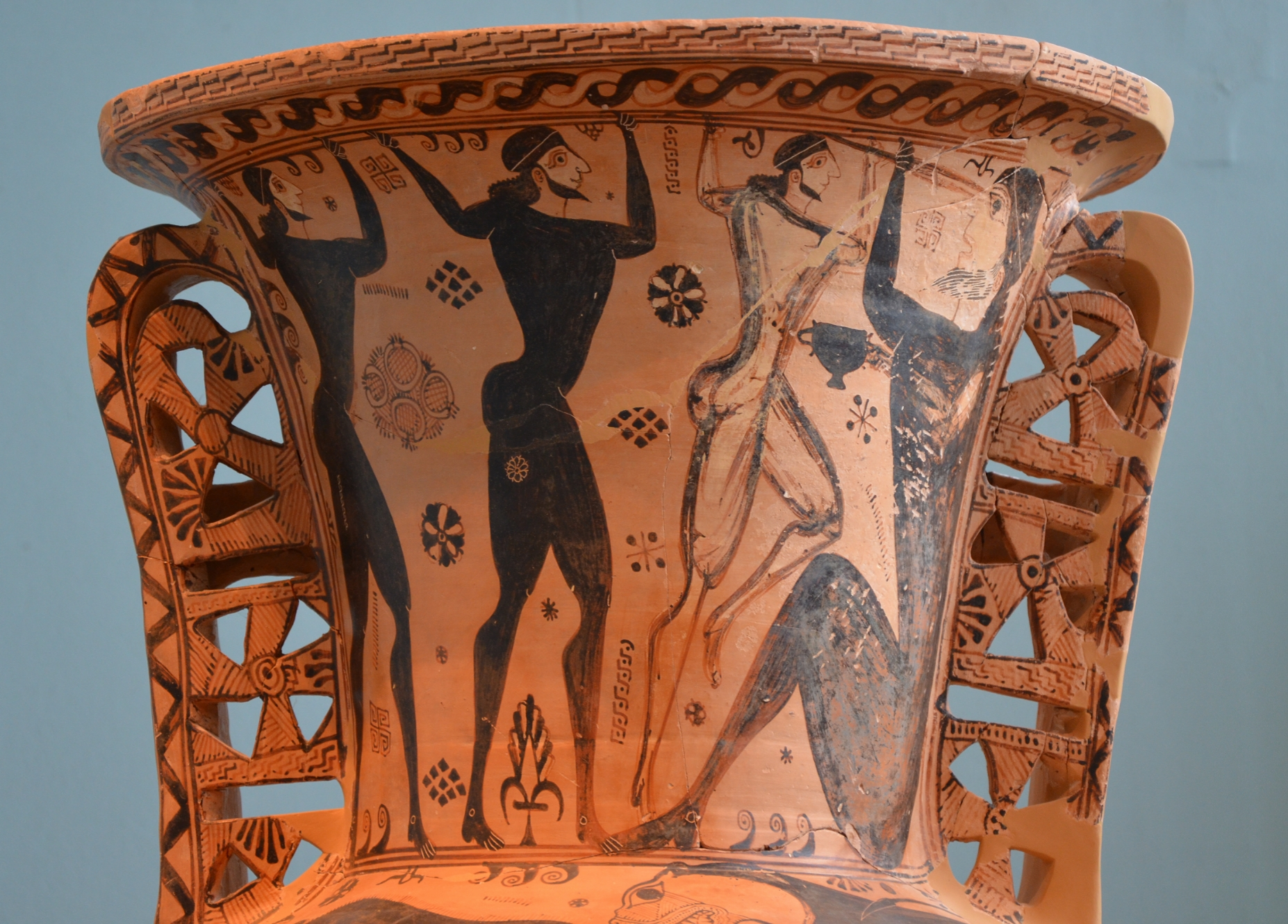
Ánfora del siglo VII a. C. donde se representa la ceguera del cíclope Polifemo por Odiseo y sus compañeros.
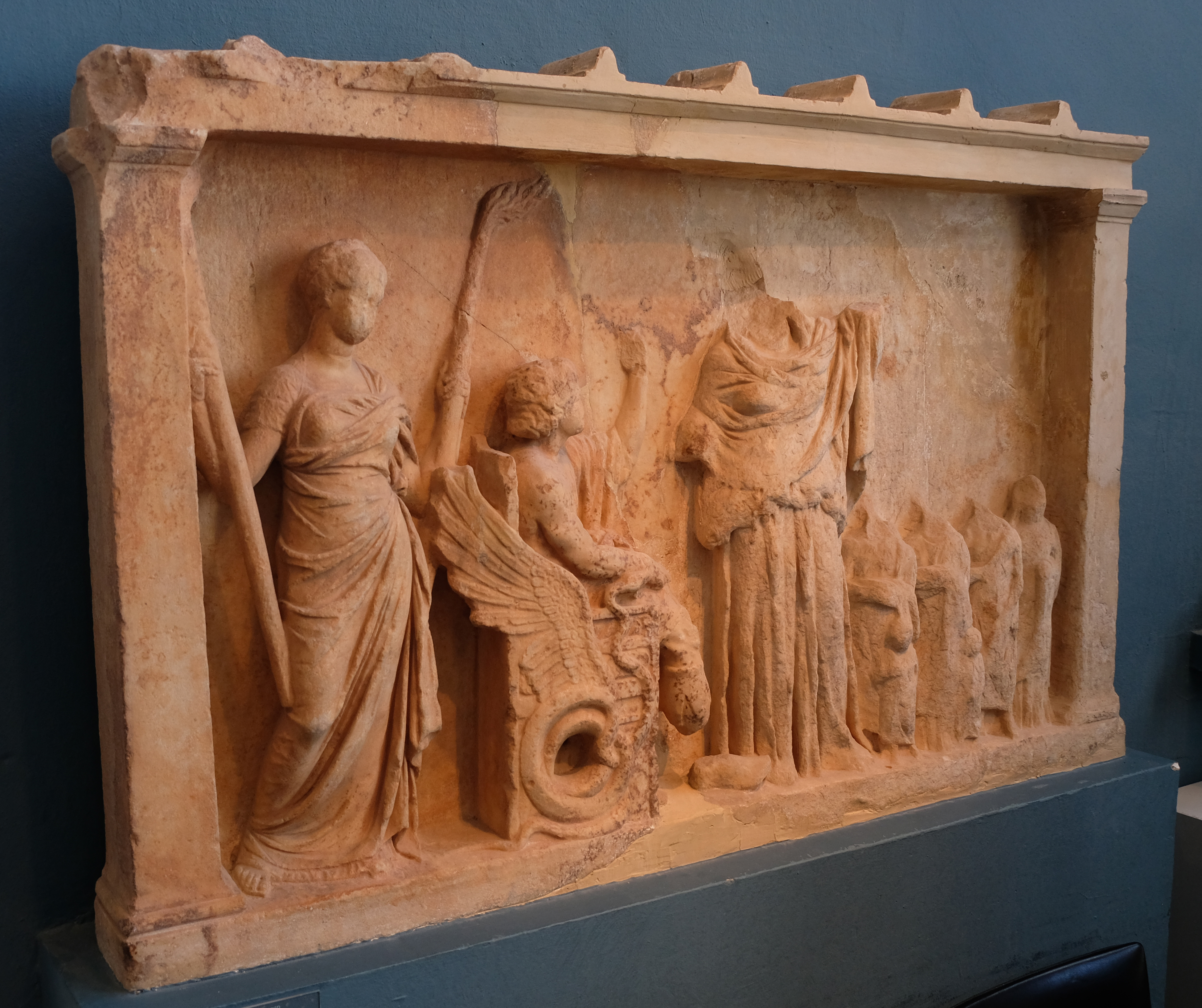
Relieve que representa a Triptólemo en un carro con forma de dragón.
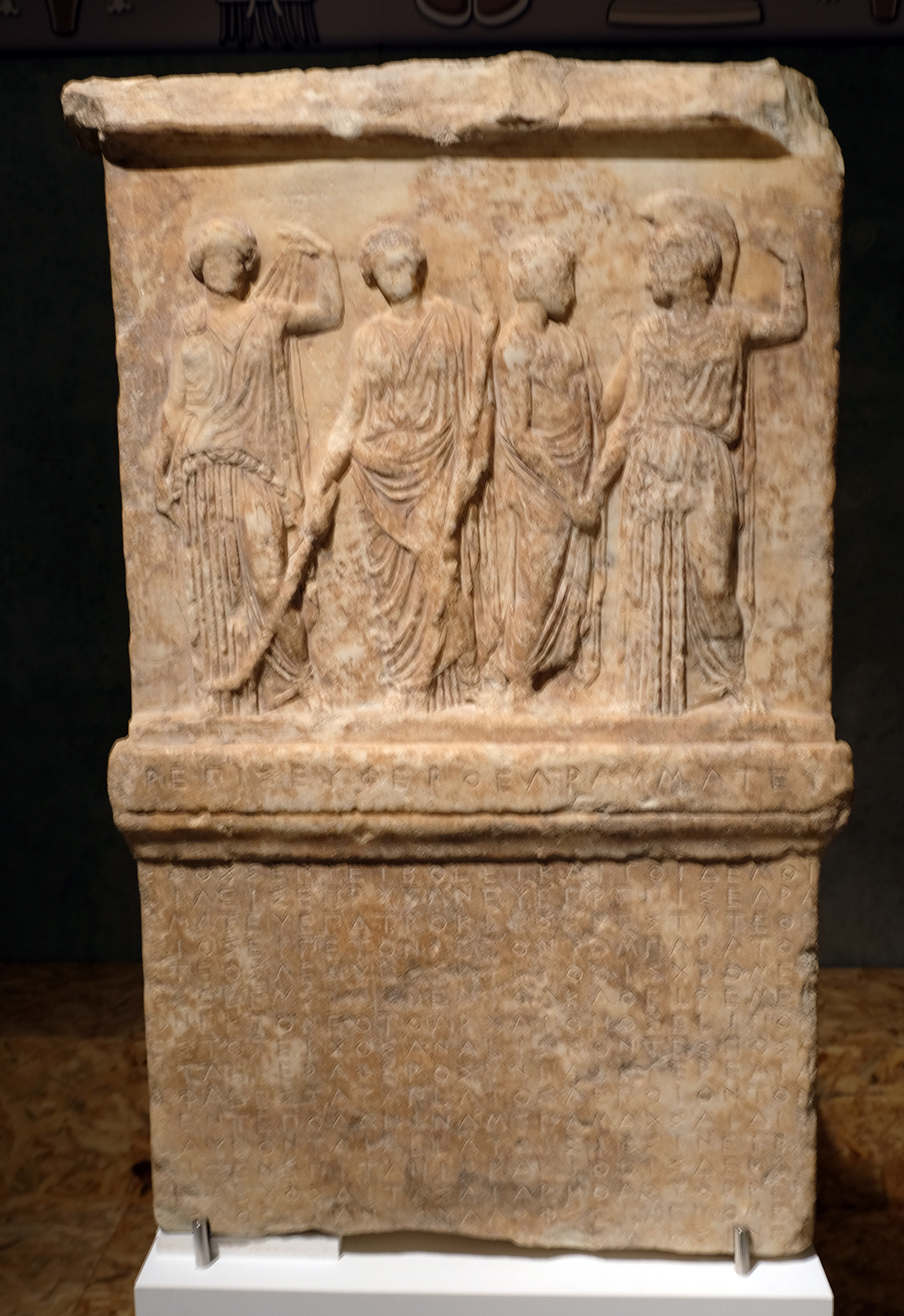
Relieve con inscripción relacionada con la construcción de un puente sobre el río Reitos (422/1 a. C.)
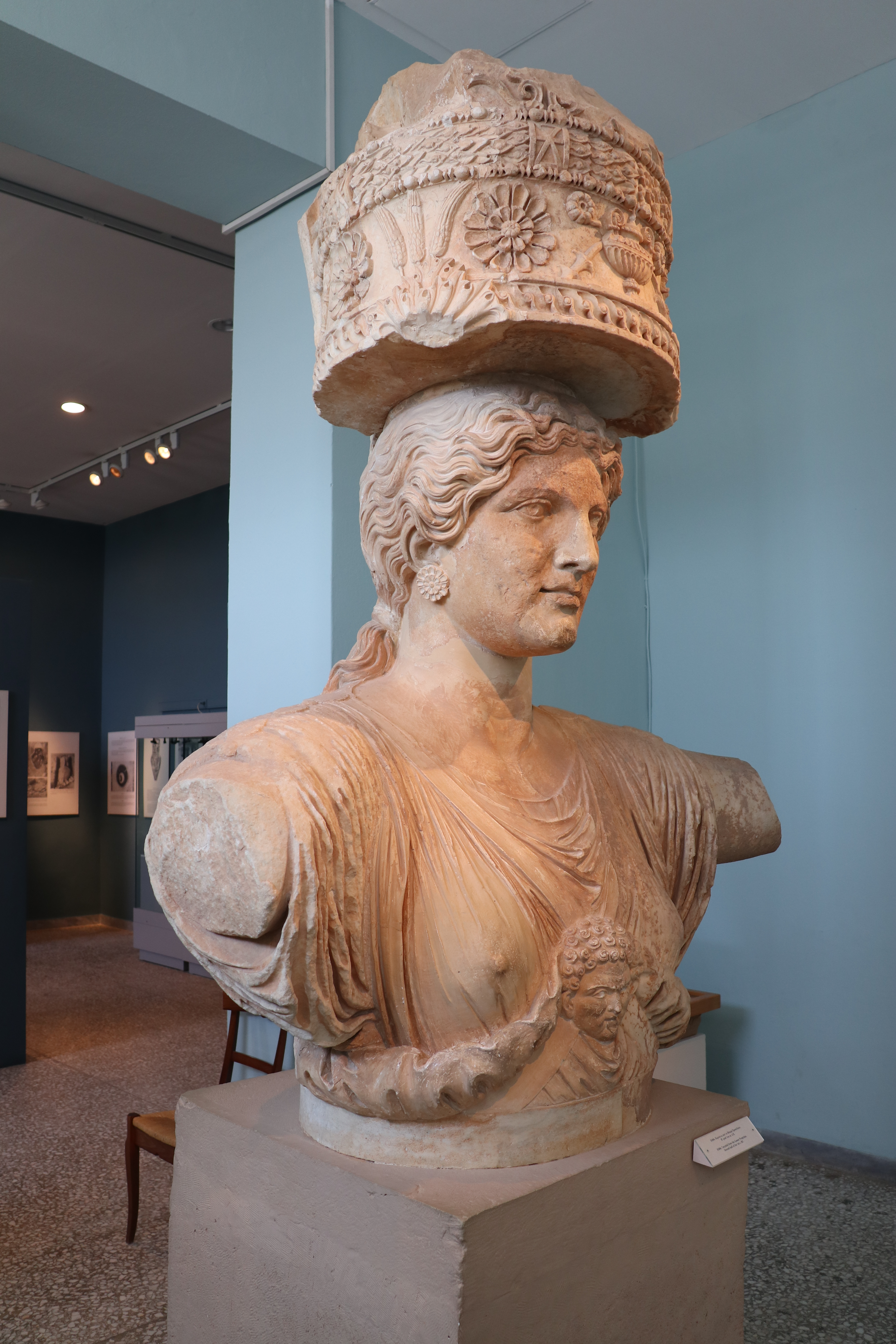
Cariátide del siglo I a. C.
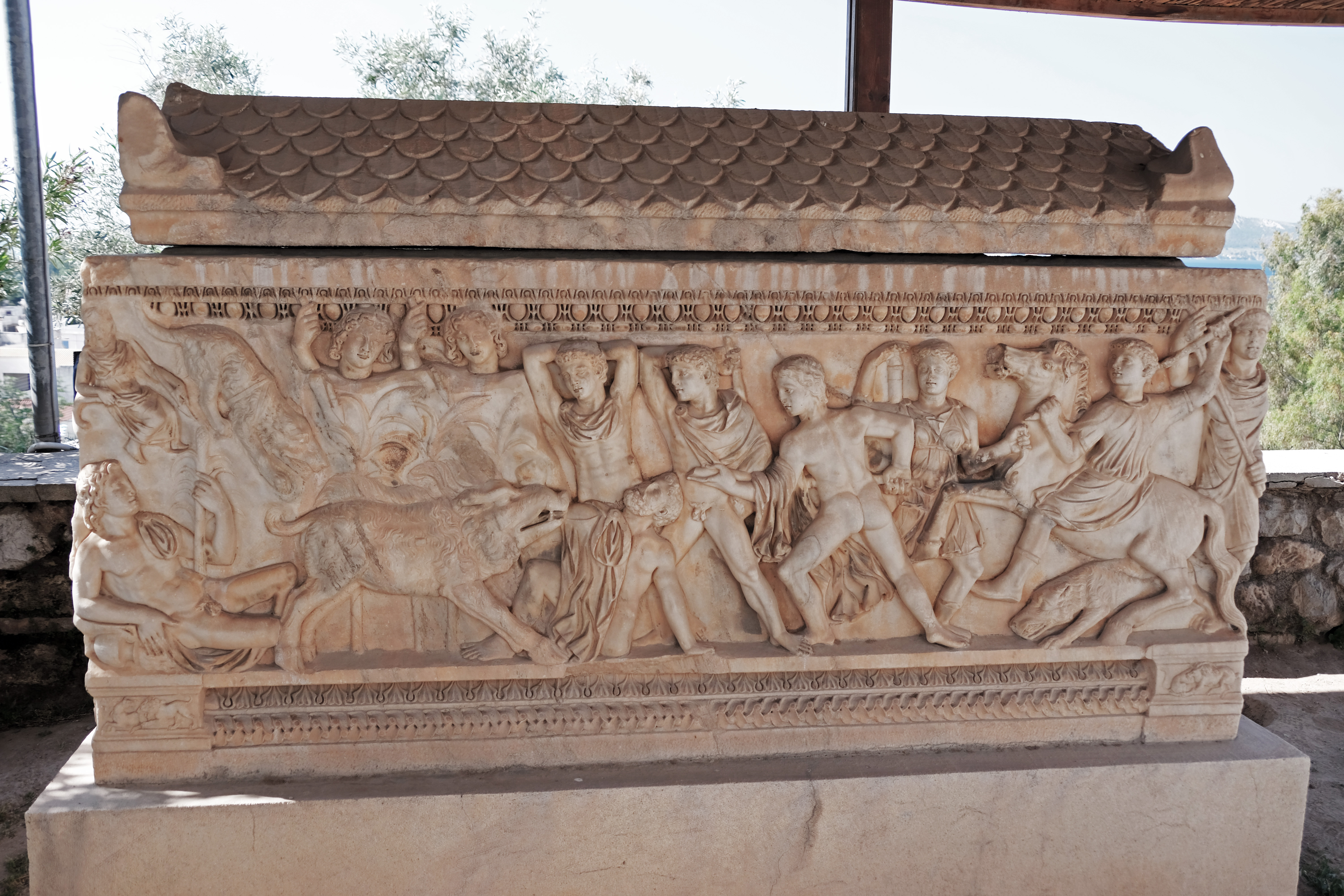
Sarcófago romano donde se representa  la caza del jabalí de Calidón.